# Joe Dassin

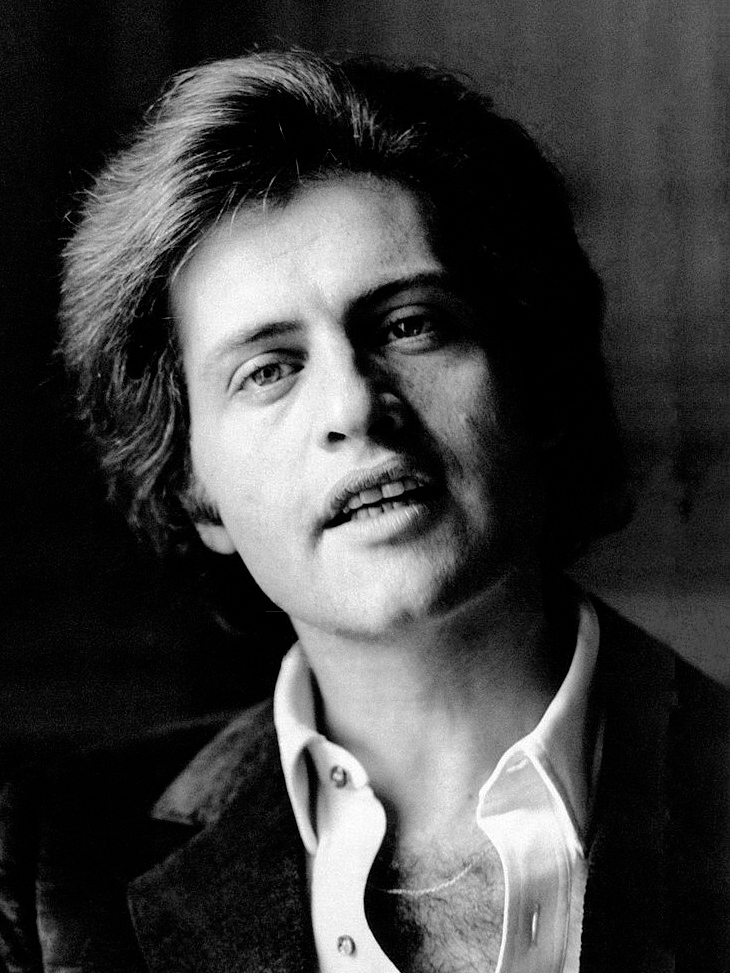
Joe Dassin (1970)

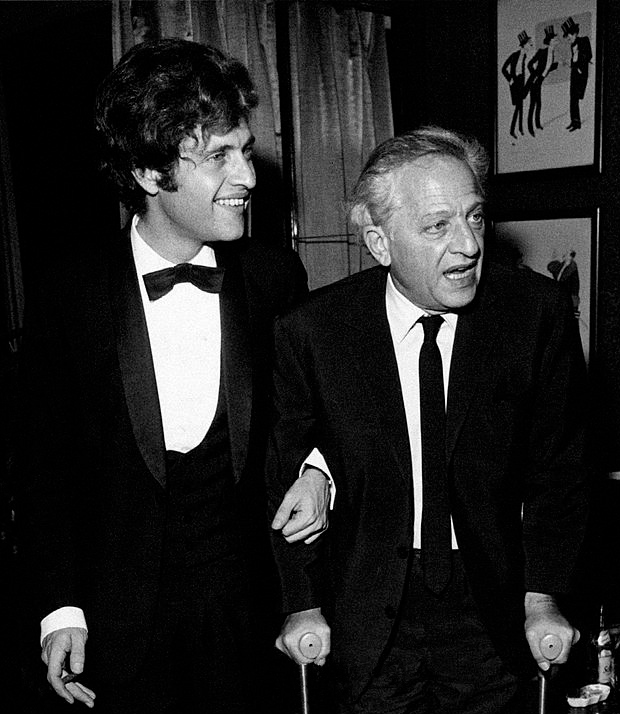
Joe Dassin (links) und sein Vater Jules im Jahr 1970

Joe Dassin, eigentlich Joseph Ira Dassin (* 5. November 1938 in New York City, Vereinigte Staaten; † 20. August 1980 in Papeete, Tahiti), war ein US-amerikanisch-französischer Chanson-Sänger, Komponist und Schriftsteller.

## Biografie

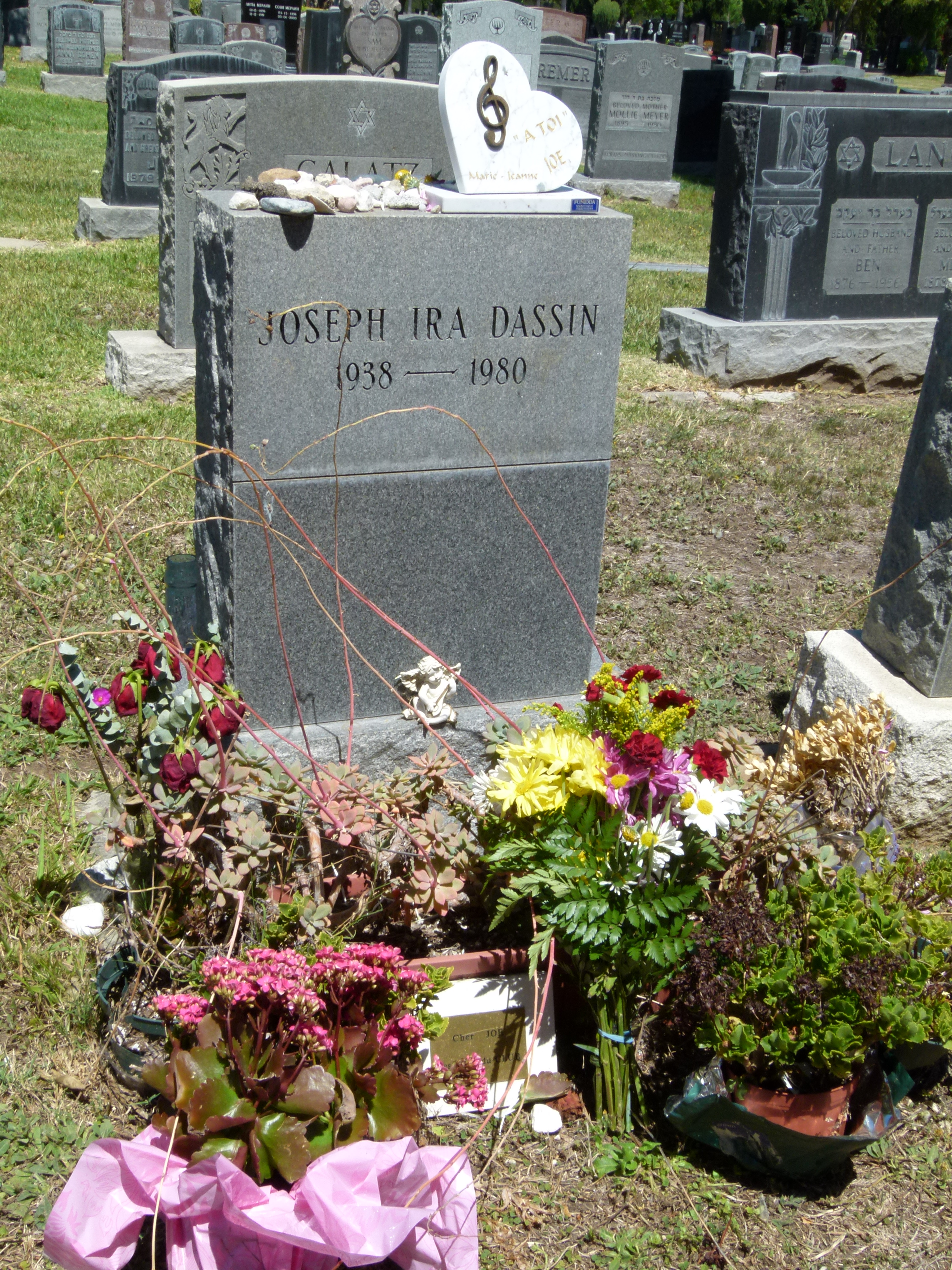
Das Grab von Joe Dassin auf dem Hollywood Forever Cemetery (section 14) im Jahr 2011

Joe Dassin stammte aus einer ehemals in Odessa ansässigen Familie, in deren Namen der Name ihres Herkunftsortes noch anklang (Dassin von Odessa). Seine Eltern waren der bereits in den USA geborene Filmregisseur Jules Dassin (1911–2008) und die Violinistin Béatrice Launer (1913–1994). Als Kind lebte Joe Dassin in New York und Los Angeles. Wegen der antikommunistischen Politik Joseph McCarthys sah sich sein Vater gezwungen, die USA zu verlassen. Nach Aufenthalten an verschiedenen Orten in Europa ließ er sich mit seiner Familie 1950 in Paris nieder. Nach bestandenem Abitur in Grenoble und der Scheidung der Eltern schrieb sich Joe Dassin 1956 an der Universität von Michigan zum Studium der Anthropologie ein. Nach dem Abschluss ging er 1963 zurück nach Paris, wo er sich als Autor versuchte, einen Roman und Artikel für amerikanische Zeitschriften (New Yorker, Playboy) schrieb sowie beim Rundfunksender Radio Luxembourg arbeitete. Eine Zeitlang nahm er Jobs in der Filmindustrie an und assistierte z. B. seinem Vater bei den Dreharbeiten von Topkapi (1964). Eine Sekretärin der Schallplattenfirma CBS, die zu dieser Zeit in Frankreich Fuß zu fassen versuchte, schlug ihm vor, eine Musiksingle aufzunehmen; so wurde im März 1965 Dassins erste Schallplatte, Je change un peu de vent, veröffentlicht.
Die 1970er Jahre wurden das erfolgreichste Jahrzehnt in der Karriere des Sängers. Er veröffentlichte nahezu jährlich ein bis zwei Aufnahmen, die zu populären Verkaufsschlagern wurden, darunter zahlreiche französische Coverversionen angelsächsischer Produktionen, unter anderem Les Champs-Élysées (1969) - eines seiner berühmtesten Chansons - nach Waterloo Road von Jason Crest, L’Amérique (1970) nach Yellow River von Christie, Ma Musique (1975) nach Sailing von Rod Stewart und L’été indien (1975) nach Africa von Albatros. Weitere große Erfolge waren La fleur aux dents (1971), Et si tu n'existais pas (1975), Ça va pas changer le monde (1975), Le jardin du Luxembourg (1976), Dans les yeux d'Émilie (1977).
In Deutschland war Dassin mit seiner Langspielplatte Septemberwind erfolgreich, die Les Champs-Élysées auf Deutsch enthielt. Weitere bekannte Lieder in deutscher Sprache waren: In Versailles in dem großen Garten, Schöne Grüße an Mama und Es gibt Mädchen so zum Träumen (La fleur aux dents). In der zweiten Hälfte der 1970er Jahre gab Dassin den deutschen Markt auf und widmete sich vermehrt spanischsprachigen Aufnahmen, um den südeuropäischen und südamerikanischen Markt zu erschließen.
Weltweit wurden rund 50 Millionen Tonträger mit Aufnahmen Joe Dassins verkauft, davon 17 Millionen in Frankreich.
Joe Dassin war zweimal verheiratet, 1966 bis 1977 mit Maryse Grimaldi, 1978 bis 1980 mit Christine Delvaux, mit der er zwei Söhne, Jonathan (geb. 1978) und Julien (geb. 1980), hatte. Er starb am 20. August 1980 während eines Urlaubs auf Tahiti an einem Herzinfarkt, nachdem er bereits 1969 seinen ersten Infarkt erlitten hatte. Dassins Grab befindet sich auf dem Hollywood Forever Cemetery in Hollywood.

## Ehrungen
- Im Jahr 1997 veröffentlichte die amerikanische Punk-Rock-Band NOFX auf ihrem Album So Long and Thanks for All the Shoes eine Coverversion von Les Champs-Élysées.
- Dassins Sohn, der Musiker Julien Dassin, widmete 2010 ein Musical der Erinnerung an seinen Vater, Il etait une fois Joe Dassin.
- Im Jahr 2013 veröffentlichte die Sängerin Hélène Ségara das Album Et si tu n'existais pas mit virtuellen Duetten mit Joe Dassin; das Album erreichte Platinstatus.
- Zum vierzigjährigen Todestag Dassins erschien im Oktober 2020 ein Album zahlreicher Künstler mit Neuaufnahmen seiner Lieder.
- Im Jahr 2022 erschien das Album Garou joue Dassin des kanadischen Sängers Garou.

## Diskografie

### Alben
| Jahr | Titel                         | Höchstplatzierung, Gesamtwochen, AuszeichnungChartplatzierungen (Jahr, Titel, Platzierungen, Wochen, Auszeichnungen, Anmerkungen) | Höchstplatzierung, Gesamtwochen, AuszeichnungChartplatzierungen (Jahr, Titel, Platzierungen, Wochen, Auszeichnungen, Anmerkungen) | Höchstplatzierung, Gesamtwochen, AuszeichnungChartplatzierungen (Jahr, Titel, Platzierungen, Wochen, Auszeichnungen, Anmerkungen) | Anmerkungen |
| Jahr | Titel                         | FR | BEW | CH | Anmerkungen |
| ---- | ----------------------------- | --- | --- | --- | ----------- |
| 1966 | Joe Dassin à New York         | — | — | — |             |
| 1967 | Les Deux Mondes de Joe Dassin | — | — | — |             |

grau schraffiert: keine Chartdaten aus diesem Jahr verfügbar

### Hitkompilationen
| Jahr | Titel                                                                       | Höchstplatzierung, Gesamtwochen, AuszeichnungChartplatzierungen (Jahr, Titel, Platzierungen, Wochen, Auszeichnungen, Anmerkungen) | Höchstplatzierung, Gesamtwochen, AuszeichnungChartplatzierungen (Jahr, Titel, Platzierungen, Wochen, Auszeichnungen, Anmerkungen) | Höchstplatzierung, Gesamtwochen, AuszeichnungChartplatzierungen (Jahr, Titel, Platzierungen, Wochen, Auszeichnungen, Anmerkungen) | Anmerkungen                             |
| Jahr | Titel                                                                       | FR | BEW | CH | Anmerkungen                             |
| ---- | --------------------------------------------------------------------------- | --- | --- | --- | --------------------------------------- |
| 1992 | The Best of Joe Dassin                                                      | — | BEW38 (5 Wo.)BEW | — | Charteinstieg BEW: 1993                 |
| 1995 | Le meilleur de Joe Dassin                                                   | FR— ×2DoppelplatinFR | BEW4 (31 Wo.)BEW | — |                                         |
| 2000 | Ses plus grands succès                                                      | FR— PlatinFR | BEW9 (26 Wo.)BEW | CH62 (4 Wo.)CH |                                         |
| 2005 | Éternel...                                                                  | FR43 Gold · (105 Wo.)FR | BEW6 (28 Wo.)BEW | CH58 (3 Wo.)CH | Erstveröffentlichung: 16. August 2005   |
| 2007 | Une heure avec... Joe Dassin, Vol. 1                                        | FR115 (7 Wo.)FR | — | — |                                         |
| 2009 | Best of - 3 CD                                                              | — | BEW13 (20 Wo.)BEW | — | Erstveröffentlichung: 2. März 2009      |
| 2010 | Best of 3 CD - L’album souvenir                                             | FR177 Platin · (1 Wo.)FR | BEW27 (24 Wo.)BEW | — |                                         |
| 2010 | Les 100 plus belles chansons                                                | FR188 Platin · (4 Wo.)FR | BEW19 (16 Wo.)BEW | — | Erstveröffentlichung: 28. Juni 2010     |
| 2010 | Dassin symphonique                                                          | FR73 (9 Wo.)FR | BEW93 (2 Wo.)BEW | — | Erstveröffentlichung: 15. November 2010 |
| 2013 | Et si tu n’existais pas                                                     | FR2 (27 Wo.)FR | BEW3 (39 Wo.)BEW | CH56 (6 Wo.)CH | mit Hélène Ségara                       |
| 2015 | La collection vol. 1                                                        | FR148 (1 Wo.)FR | — | — |                                         |
| 2015 | Les plus grandes chansons Nostalgie                                         | FR54 (15 Wo.)FR | — | — | Erstveröffentlichung: 20. November 2015 |
| 2015 | Joe Dassin chante avec les Chœurs de l’Armée rouge - Ses plus grands succès | FR74 (5 Wo.)FR | BEW63 (11 Wo.)BEW | — |                                         |

grau schraffiert: keine Chartdaten aus diesem Jahr verfügbar

### Singles
| Jahr | Titel Album                                              | Höchstplatzierung, Gesamtwochen, AuszeichnungChartplatzierungen (Jahr, Titel, Album, Platzierungen, Wochen, Auszeichnungen, Anmerkungen) | Höchstplatzierung, Gesamtwochen, AuszeichnungChartplatzierungen (Jahr, Titel, Album, Platzierungen, Wochen, Auszeichnungen, Anmerkungen) | Höchstplatzierung, Gesamtwochen, AuszeichnungChartplatzierungen (Jahr, Titel, Album, Platzierungen, Wochen, Auszeichnungen, Anmerkungen) | Höchstplatzierung, Gesamtwochen, AuszeichnungChartplatzierungen (Jahr, Titel, Album, Platzierungen, Wochen, Auszeichnungen, Anmerkungen) | Höchstplatzierung, Gesamtwochen, AuszeichnungChartplatzierungen (Jahr, Titel, Album, Platzierungen, Wochen, Auszeichnungen, Anmerkungen) | Anmerkungen                   | [↑]: gemeinsam behandelt mit vorhergehendem Eintrag; [←]: in beiden Charts platziert |
| Jahr | Titel Album                                              | FR | BEF | BEW | DE | CH | Anmerkungen                   |                                                                                      |
| ---- | -------------------------------------------------------- | --- | --- | --- | --- | --- | ----------------------------- | ------------------------------------------------------------------------------------ |
| 1966 | Bip bip A New York                                       | — | BEF39 (4 Wo.)BEF [BEW: ←] | BEF39 (4 Wo.)BEF [BEW: ←] | — | — |                               |                                                                                      |
| 1966 | Ça m’avance à quoi? –                                    | — | BEF17 (8 Wo.)BEF [BEW: ←] | BEF17 (8 Wo.)BEF [BEW: ←] | — | — |                               |                                                                                      |
| 1967 | Excuse Me, Lady A New York                               | — | BEF44 (2 Wo.)BEF [BEW: ←] | BEF44 (2 Wo.)BEF [BEW: ←] | — | — |                               |                                                                                      |
| 1967 | Les Dalton Les deux mondes de Joe Dassin                 | — | BEF5 (19 Wo.)BEF [BEW: ←] | BEF5 (19 Wo.)BEF [BEW: ←] | — | — |                               |                                                                                      |
| 1967 | Marie-Jeanne Les deux mondes de Joe Dassin               | — | BEF28 (7 Wo.)BEF [BEW: ←] | BEF28 (7 Wo.)BEF [BEW: ←] | — | — |                               |                                                                                      |
| 1968 | La bande à Bonnot Joe Dassin                             | — | BEF35 (5 Wo.)BEF [BEW: ←] | BEF35 (5 Wo.)BEF [BEW: ←] | — | — |                               |                                                                                      |
| 1968 | Siffler sur la colline Joe Dassin                        | — | BEF2 (24 Wo.)BEF [BEW: ←] | BEF2 (24 Wo.)BEF [BEW: ←] | — | — |                               |                                                                                      |
| 1968 | Ma bonne étoile Joe Dassin                               | — | BEF4 (20 Wo.)BEF [BEW: ←] | BEF4 (20 Wo.)BEF [BEW: ←] | — | — |                               |                                                                                      |
| 1969 | Le petit pain au chocolat Joe Dassin                     | — | BEF2 (22 Wo.)BEF [BEW: ←] | BEF2 (22 Wo.)BEF [BEW: ←] | — | — |                               |                                                                                      |
| 1969 | Les Champs-Élysées Joe Dassin                            | — | BEF4 (19 Wo.)BEF [BEW: ←] | BEF4 (19 Wo.)BEF [BEW: ←] | DE31 (4 Wo.)DE | CH5 (7 Wo.)CH |                               |                                                                                      |
| 1970 | C’est la vie Lily –                                      | — | BEF7 (15 Wo.)BEF [BEW: ←] | BEF7 (15 Wo.)BEF [BEW: ←] | — | — |                               |                                                                                      |
| 1970 | Cécilia –                                                | — | BEF3 (18 Wo.)BEF [BEW: ←] | BEF3 (18 Wo.)BEF [BEW: ←] | — | — |                               |                                                                                      |
| 1970 | La fleur aux dents Joe Dassin                            | — | BEF3 (16 Wo.)BEF [BEW: ←] | BEF3 (16 Wo.)BEF [BEW: ←] | — | — |                               |                                                                                      |
| 1971 | Das sind zwei linke Schuh’                               | — | — | — | DE21 (13 Wo.)DE | — |                               |                                                                                      |
| 1971 | L’équipe à Jojo –                                        | — | BEF27 (7 Wo.)BEF [BEW: ←] | BEF27 (7 Wo.)BEF [BEW: ←] | — | — |                               |                                                                                      |
| 1971 | Mais la mer est toujours bleue –                         | — | BEF16 (10 Wo.)BEF [BEW: ←] | BEF16 (10 Wo.)BEF [BEW: ←] | — | — |                               |                                                                                      |
| 1972 | Elle était oh... Joe Dassin (1971)                       | — | BEF19 (9 Wo.)BEF [BEW: ←] | BEF19 (9 Wo.)BEF [BEW: ←] | — | — |                               |                                                                                      |
| 1972 | Taka takata (La femme du Toréro) Joe                     | — | BEF16 (10 Wo.)BEF [BEW: ←] | BEF16 (10 Wo.)BEF [BEW: ←] | DE50 (1 Wo.)DE | — |                               |                                                                                      |
| 1972 | La complainte de l’heure de pointe (À vélo dans Paris) – | — | BEF8 (14 Wo.)BEF [BEW: ←] | BEF8 (14 Wo.)BEF [BEW: ←] | — | — |                               |                                                                                      |
| 1973 | Salut les amoureux Joe                                   | — | BEF12 (13 Wo.)BEF [BEW: ←] | BEF12 (13 Wo.)BEF [BEW: ←] | — | — |                               |                                                                                      |
| 1973 | Je t’aime, je t’aime –                                   | — | BEF26 (8 Wo.)BEF [BEW: ←] | BEF26 (8 Wo.)BEF [BEW: ←] | — | — |                               |                                                                                      |
| 1974 | À chacun sa chanson 13 chansons nouvelles                | — | BEF29 (7 Wo.)BEF [BEW: ←] | BEF29 (7 Wo.)BEF [BEW: ←] | — | — |                               |                                                                                      |
| 1974 | Fais-moi de l’électricité –                              | — | BEF25 (8 Wo.)BEF [BEW: ←] | BEF25 (8 Wo.)BEF [BEW: ←] | — | — |                               |                                                                                      |
| 1974 | Si tu viens au monde –                                   | — | BEF46 (1 Wo.)BEF [BEW: ←] | BEF46 (1 Wo.)BEF [BEW: ←] | — | — |                               |                                                                                      |
| 1974 | Vade retro Joe Dassin (1974)                             | — | BEF1 (18 Wo.)BEF [BEW: ←] | BEF1 (18 Wo.)BEF [BEW: ←] | — | — |                               |                                                                                      |
| 1975 | Septemberwind –                                          | — | — | — | DE28 (14 Wo.)DE | — |                               |                                                                                      |
| 1975 | L’été indien L’été indien (africa)                       | FR35 (8 Wo.)FR | BEF1 (20 Wo.)BEF [BEW: ←] | BEF1 (20 Wo.)BEF [BEW: ←] | DE47 (2 Wo.)DE | CH5 (13 Wo.)CH | Charteinstieg in FR erst 1989 |                                                                                      |
| 1976 | Ça va pas changer le monde Joe Dassin (1975)             | — | BEF2 (15 Wo.)BEF [BEW: ←] | BEF2 (15 Wo.)BEF [BEW: ←] | — | CH15 (1 Wo.)CH |                               |                                                                                      |
| 1976 | Et si tu n’existais pas –                                | — | BEF3 (13 Wo.)BEF [BEW: ←] | BEF3 (13 Wo.)BEF [BEW: ←] | — | — |                               |                                                                                      |
| 1976 | Il était une fois nous deux –                            | — | BEF2 (17 Wo.)BEF [BEW: ←] | BEF2 (17 Wo.)BEF [BEW: ←] | — | — |                               |                                                                                      |
| 1977 | Le café des 3 colombes –                                 | — | BEF2 (14 Wo.)BEF [BEW: ←] | BEF2 (14 Wo.)BEF [BEW: ←] | — | — |                               |                                                                                      |
| 1977 | Le château de sable –                                    | — | BEF6 (14 Wo.)BEF [BEW: ←] | BEF6 (14 Wo.)BEF [BEW: ←] | — | — |                               |                                                                                      |
| 2003 | L’été indien –                                           | FR69 (7 Wo.)FR | — | — | — | — | mit Toto Cutugno              |                                                                                      |
| 2013 | Et si tu n’existais pas                                  | FR94 (4 Wo.)FR | — | — | — | — | mit Hélène Ségara             |                                                                                      |
| 2023 | Dans les yeux d’Émilie Les Femmes de ma vie              | FR121 (8 Wo.)FR | — | — | — | — | Erstveröffentlichung: 1977    |                                                                                      |

grau schraffiert: keine Chartdaten aus diesem Jahr verfügbar

## Auszeichnungen für Musikverkäufe
| Goldene Schallplatte - Frankreich - 1977: für das Album Le costume blanc / Et si tu n’existais pas - 1980: für das Album 15 ans déjà – 10 chansons nouvelles - Kanada - 1978: für das Album Les Femmes de ma vie - 1978: für das Album 20 Disques D’Or - 1999: für das Album Le meilleur de Joe Dassin 2× Goldene Schallplatte - Frankreich - 1991: für das Album Souvenir - 1995: für das Album d’or – L’été indien - 1995: für das Album Le jardin du Luxembourg | Platin-Schallplatte - Frankreich - 1985: für das Videoalbum De l’Amérique aux Champs Elysées - 1991: für das Album 27 succès - 2001: für das Album Joe Dassin - 2005: für das Videoalbum Olympia ’77 - Kanada - 1977: für das Album Le jardin du Luxembourg - 1977: für das Album Les 18 Plus Grands Succès De Joe Dassin - Portugal - 1989: für das Album Best of 2× Platin-Schallplatte - Frankreich - 2001: für das Album Le meilleur de… 15 ans déjà |

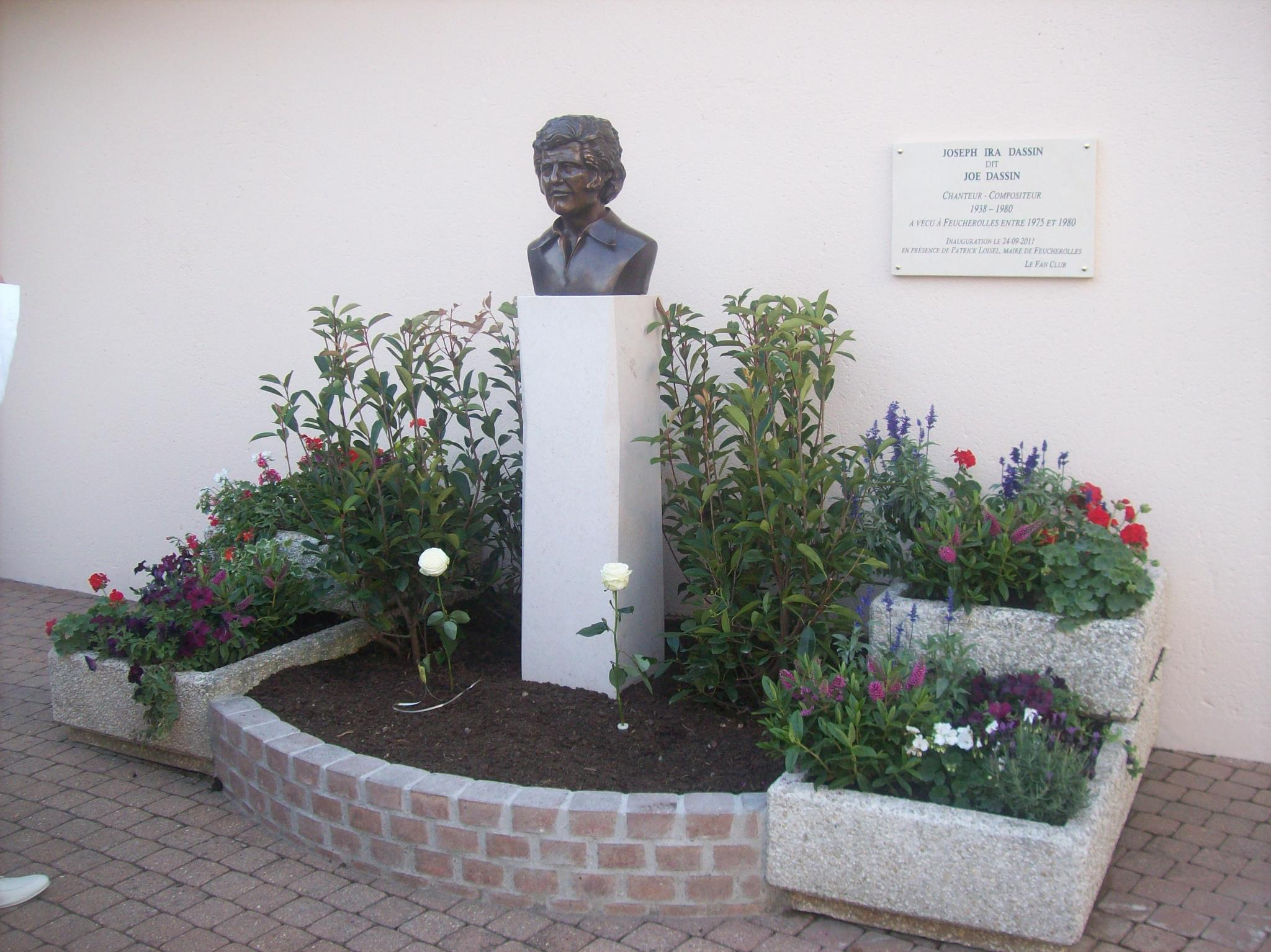
Bronzebüste

Anmerkung: Auszeichnungen in Ländern aus den Charttabellen bzw. Chartboxen sind in ebendiesen zu finden.
| Land/RegionAuszeichnungen für Musikverkäufe (Land/Region, Auszeichnungen, Verkäufe, Quellen) | Gold       | Platin       | Verkäufe  | Quellen         |
| -------------------------------------------------------------------------------------------- | ---------- | ------------ | --------- | --------------- |
| Frankreich (SNEP)                                                                            | 9× Gold9   | 11× Platin11 | 3.240.000 | infodisc.fr     |
| Kanada (MC)                                                                                  | 3× Gold3   | 2× Platin2   | 350.000   | musiccanada.com |
| Portugal (AFP)                                                                               | —          | Platin1      | 40.000    | Einzelnachweise |
| Insgesamt                                                                                    | 12× Gold12 | 14× Platin14 |           |                 |

## Filmografie
- 1957: Der Mann, der sterben muß (Celui qui doit mourir)
- 1959: Wo der heiße Wind weht (La loi)
- 1964: Topkapi
- 1965: Lady L
- 1965: Nick Carter – Zum Frühstück Blondinen (Nick Carter et le trèfle rouge)